# 1992 في التشيك
فيما يلي قوائم الأحداث التي وقعت خلال عام 1992 في التشيك.

## سياسة

### تعيين في المنصب
- 2 يوليو – فاتسلاف كلاوس رئيس وزراء جمهورية التشيك.

## مواليد

### فبراير
- 28 فبراير – لوسي فونكوفا لاعبة كرة قدم.

### مارس
- 21 مارس – كارولينا بلسكوفا لاعبة كرة مضرب تشيكية.
- 21 مارس – كريستينا بليسكوفا لاعبة كرة مضرب تشيكية.

### أبريل
- 25 أبريل – بافل كاديرابيك لاعب كرة قدم تشيكي.

### مايو
- 1 مايو – ماتيج فيدرا لاعب كرة قدم تشيكي.

### يوليو
- 5 يوليو – لاديسلاف كريتشي لاعب كرة قدم تشيكي.

### أغسطس
- 2 أغسطس – كاريل بشك متسابق دراجات نارية تشيكي.
- 6 أغسطس – ياكوب برابيتس لاعب كرة قدم تشيكي.

### سبتمبر
- 20 سبتمبر – أندريه بالفين لاعب كرة سلة تشيكي.

## وفيات

### ديسمبر
- 29 ديسمبر – ياروسلاف بوروفيكا (مواليد 1931) لاعب كرة قدم تشيكي.